# الوزارة المكلفة بالعلاقات مع البرلمان والمجتمع المدني (المغرب)
الوزارة المكلَّفة بالعلاقات مع البرلمان والمجتمع المدني (بالأمازيغية: ⵜⴰⵎⴰⵡⴰⵙⵜ ⵉⵜⵜⵓⵙⵎⴰⴳⵍⵏ ⵙ ⵉⵎⵢⴰⵙⵙⴰⵜⵏ ⴰⴽⴷ ⵓⴱⵔⵍⴰⵎⴰⵏ ⴷ ⵡⴰⵎⵓⵏ ⵓⵖⵔⵉⵎ) هي وزارة مغربية مكلّفة بتمثيل الحكومة داخل البرلمان وتتبع أعماله وتسهيل الحوار بين الجهازين التنفيذي والتشريعي، وكذا تنسيق العمل بين الحكومة وجمعيات المجتمع المدني، إضافة إلى ربط وتقوية علاقات التعاون مع الوزارات المماثلة بالدول الأجنبية. كما تتولى مهمة التعاون مع المنظمات والمؤتمرات وإعداد السياسة الحكومية المتعلقة بجمعيات المجتمع المدني والمنظمات غير الحكومية المهتمة بالشأن العام. تأسست الوزارة في 10 أكتوبر سنة 1977 ويترأسها حالياً مصطفى الخلفي.

## الهيكل التنظيمي
إضافة إلى ديوان الوزير، تشتمل الوزارة المكلفة بالعلاقات مع البرلمان والمجتمع المدني على:
- مديرية العلاقات مع البرلمان
- مديرية العلاقات مع المجتمع المدني
- مديرية الموارد والدراسات والنظم المعلوماتية

## قائمة الوزراء
| الوزير | الوزير | الوزير           | الحزب | الحزب                            | تواريخ العهدة  | تواريخ العهدة  |
| ------ | ------ | ---------------- | ----- | -------------------------------- | -------------- | -------------- |
| 1      |        | محمد حدو الشيكر  |       | التجمع الوطني للأحرار            | 10 أكتوبر 1977 | 5 نوفمبر 1981  |
| 2      |        | أحمد بلحاج       |       | الإتحاد الدستوري                 | 5 نوفمبر 1981  | 15 أكتوبر 1984 |
| 3      |        | عباس القيسي      |       | مستقل                            | 15 أكتوبر 1984 | 11 أبريل 1985  |
| 4      |        | طاهر عفيفي       |       | الإتحاد الدستوري                 | 11 أبريل 1985  | 9 مارس 1987    |
| 5      |        | عبد السلام بركة  |       | الإتحاد الدستوري                 | 9 مارس 1987    | 11 أغسطس 1992  |
| 6      |        | رفيق الحداوي     |       | مستقل                            | 11 أغسطس 1992  | 13 أكتوبر 1993 |
| 7      |        | عزيز حسبي        |       | مستقل                            | 13 أكتوبر 1993 | 11 نوفمبر 1993 |
| 8      |        | محمد معتصم       |       | مستقل                            | 11 نوفمبر 1993 | 25 فبراير 1995 |
| 9      |        | عبد السلام بركة  |       | الإتحاد الدستوري                 | 25 فبراير 1995 | 11 أغسطس 1997  |
| 10     |        | مصطفى ساهل       |       | مستقل                            | 11 أغسطس 1997  | 14 مارس 1998   |
| 11     |        | محمد بوزوبع      |       | الإتحاد الاشتراكي للقوات الشعبية | 14 مارس 1998   | 7 نوفمبر 2002  |
| 12     |        | محمد سعد العلمي  |       | حزب الإستقلال                    | 7 نوفمبر 2002  | 4 يناير 2010   |
| 13     |        | إدريس لشكر       |       | الإتحاد الاشتراكي للقوات الشعبية | 4 يناير 2010   | 3 يناير 2012   |
| 14     |        | الحبيب الشوباني  |       | العدالة والتنمية                 | 3 يناير 2012   | 20 مايو 2015   |
| 15     |        | عبد العزيز عماري |       | العدالة والتنمية                 | 20 مايو 2015   | 5 أبريل 2017   |
| 15     |        | مصطفى بيتاس      |       | التجمع الوطني للاحرار            | 5 أبريل 2017   | الآن           |

## روابط خارجية
- الموقع الرسمي لمجلس النواب المغربي
- الموقع الرسمي لمجلس المستشارين المغربي